# Hoz y Costean
Hoz y Costean är en kommun i Spanien.   Den ligger i provinsen Provincia de Huesca och regionen Aragonien, i den nordöstra delen av landet, 400 km nordost om huvudstaden Madrid. Antalet invånare är 204. Arean är 57 kvadratkilometer.
Terrängen i Hoz y Costean är platt åt sydost, men åt nordväst är den kuperad.